# Київська дитяча музична школа № 24
Київська дитяча музична школа № 24 — музична школа у Києві. Відкрита у 1973 році. Розташована на другому поверсі торговельного комплексу.
У школі працюють 42 викладача на 5 відділах: фортепіанному, струнному, народному, духовому та
теоретичному. У школі навчають грати на фортепіано, скрипці, баяні, акордеоні, бандурі, домрі, балалайці, гітарі, кларнеті та мистецтву вокала.
Школа відкрила філіал в с. Биківня на базі загальноосвітньої школи № 23.
У 2004 році хоровий колектив взяв участь у Всесвітній хоровій олімпіаді (м. Бремен), куди приїхало 18 тисяч учасників: 360 хорових колективів із 83 країн світу. Змагання відбувалося в 26-ти номінаціях. Серед учасників — і єдиний хор із Києва «Шкільний корабель». За умовами конкурсу кияни виконали сім творів. Оскільки дипломи першого та другого ступенів у номінації «Дитячий хоровий спів» не присуджувалися, «Шкільному кораблю» вручили диплом III-го ступеня. Хор відзначено великою бронзовою медаллю, кожному хористові також вручили бронзову медаль. Хор — лауреат міжнародних конкурсів та фестивалів — «Весняні дзвіночки», «Київські літні музичні вечори», «Кімерійські хорові зустрічі». Вокальні ансамблі хорового колективу, солісти — лауреати престижних міжнародних конкурсів — «Хай буде людству мир» — у Польщі та Японії, «Чорноморські ігри» та інших. Керівник хору Войцехівська Галина Миколаївна.